# Xinghua
För andra betydelser, se Xinghua (olika betydelser).
Xinghua, tidigare känd som Hinghwa, är en stad på häradsnivå som lyder under Taizhous stad på prefekturnivå i Jiangsu-provinsen i östra Kina.

## Övriga länkar
- Wikimedia Commons har media som rör Xinghua.